# InnoTrans
InnoTrans — найбільша в світі виставка, орієнтована на промисловість залізничного транспорту. Проводиться раз на два роки у виставковому центрі Messe Berlin. Виставковий центр має відкриті залізничні під'їзні колії стандартної ширини, які можуть використовуватися для виставки залізничної техніки..

## Історія
З 1996 року кількість експонатів виставки InnoTrans неухильно зростає. 2010 року організатори ярмарку оголосили про збільшення до 2000 екземплярів залізничної техніки з 44 країн світу. Вперше з часу проведення територія комплексу була заповнена.